# Edelzwicker
Edelzwicker is een witte wijn uit de Elzas. In het verleden werd deze Zwicker genoemd. Samen met de Gentil zijn het de enige wijnen uit deze streek die gemaakt zijn van meerdere druivenvariëteiten.
De Edelzwicker, maar ook Riesling-wijn, worden traditioneel bij zuurkool gedronken.

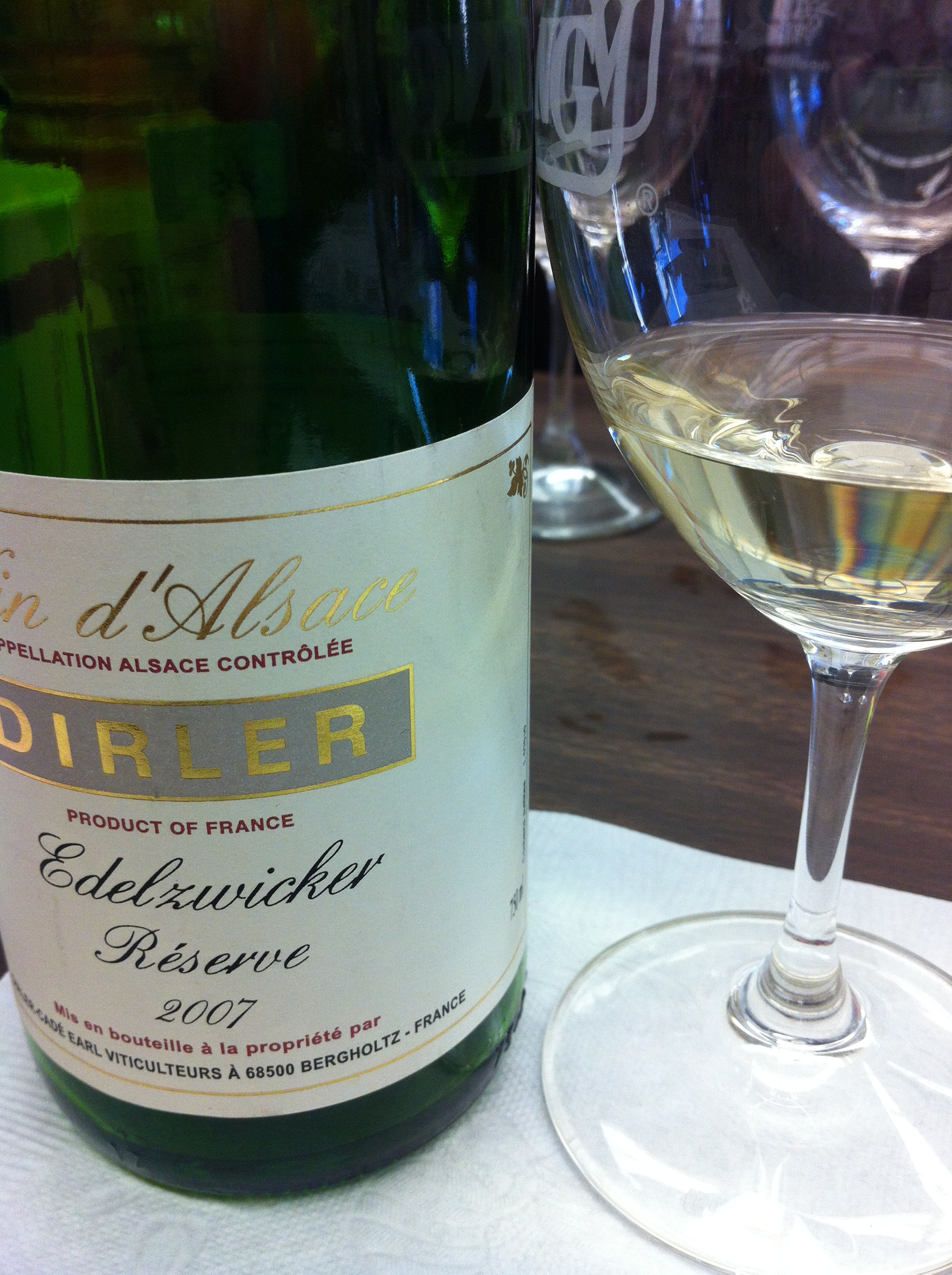
Edelzwicker uit 2007